# The Australian
The Australian é um jornal publicado na Austrália de segunda-feira a sábado,  desde 1964.  Sediado em Sydney, tem sucursais em todo o país.  É de propriedade da News Corporation Australia, de Rupert Murdoch. Seu editor-chefe é Chris Mitchell, e o editor é Paul Whittaker.
"The Australian" é o jornal de circulação nacional mais vendido no país, com uma tiragem de 116.655 exemplares durante a semana e 254.891, nos fins de semana - números substancialmente inferiores aos dos jornais regionais mais vendidos em Sydney (The Daily Telegraph), Melbourne (Herald Sun) e Brisbane (The Courier-mail).   Seu principal rival é o jornal de negócios Australian Financial Review.
Nos últimos anos houve reduções significativas na circulação. Em maio de 2010, o jornal lançou o primeiro aplicativo de um jornal australiano para iPad .